# 원심분리
원심분리(遠心分離, 영어: centrifugation) 또는 원심분리법(遠心分離法)은 매개체의 크기, 모양, 밀도, 점성, 그리고 로터 속도에 따른 원심력을 응용하여 용액의 입자를 분리해내는 기법이다. 예를 들어 유지가 물 등에 유화(乳化)·분산되어 있을 경우, 원심분리기로 유지만을 모으는 기법으로서, 우유에서 크림을 분리할 때 등에 쓰인다.
여과하기 어려운 수산화알루미늄 같은 걸쭉한 침전물은 원심분리기의 침전관에 넣고 원심 분리기에서 1분 동안에 1,000∼4,000회전시킨다. 그러면 무거운 것은 침전관의 바닥에 가라앉아 위쪽의 액체와 분리된다. 원심 분리기에는 손으로 돌리는 간단한 것과 모터로 돌리는 전동식이 있다. 어느 쪽이나 액체를 넣은 침전관의 무게를 두 관이 같도록 하고, 두 관을 대칭되는 위치에 고정시켜서 회전할 때 균형이 잡히도록 한다.

## 수학 공식
원심분리의 RPM(분당 회전수)를 계산하는 일반적인 공식은 다음과 같다.
{\displaystyle RPM={\sqrt {g \over r}}},
여기서 g는 원심분리의 각각의 힘을, r은 로터의 중심부에서 특정 지점까지의 반지름을 의미한다.

## 같이 보기
- 원심분리기